# Fred van Raaij
Willem Frederik (Fred) van Raaij (1944) is een Nederlands psycholoog en hoogleraar.
Hij studeerde psychologie en data-analyse aan de Rijksuniversiteit Leiden en was werkzaam aan de Technische Hogeschool Twente (1970-1972), de Katholieke Hogeschool Tilburg (1972-1976 en 1977-1979) en de University of Illinois (1976-1977). Hij was daarna hoogleraar aan de Erasmus Universiteit Rotterdam (1979-2000) en Tilburg University (vanaf 2000). 
Zijn vakgebied is economische psychologie met specialisatie in (marketing-)communicatie, financieel gedrag van consumenten, milieuvriendelijk consumentengedrag en energiebesparing van huishoudens. Hij is oprichter (1981) en eerste editor van de Journal of Economic Psychology. Hij ontving in 2006 een eredoctoraat van de Helsinki School of Economics, Finland.
Hij was voorzitter van het GVR (Genootschap voor Reclame) en bestuurslid van de SWOCC (Stichting Wetenschappelijk Onderzoek Commerciële Communicatie) aan de Universiteit van Amsterdam.